# الرأي الاستشاري بشأن إعلان استقلال كوسوفو
توافق إعلان استقلال كوسوفو من جانب واحد مع القانون الدولي، طلب فتوى قدمته الجمعية العامة للأمم المتحدة إلى محكمة العدل الدولية بشأن إعلان استقلال كوسوفو في عام 2008. إن إقليم كوسوفو موضوع نزاع بين صربيا و‌جمهورية كوسوفو، وهو النزاع الذي نص عليه الإعلان. وكانت هذه أول قضية تعرض على المحكمة بشأن إعلان الاستقلال من جانب واحد.
وأصدرت المحكمة فتواها في 22 يوليو 2010؛ وأعلنت بأغلبية عشرة أصوات مقابل أربعة، " إن اعتماد إعلان الاستقلال في 17 فبراير 2008 لم ينتهك القواعد العامة للقانون الدولي، التي لا "تحظر إعلان الاستقلال"، ولا قرار مجلس الأمن التابع للأمم المتحدة 1244، الذي لم يحدد الوضع النهائي لكوسوفو، ولم يحتفظ مجلس الأمن لنفسه بقرار بشأن الوضع النهائي. كان هناك العديد من ردود الفعل على هذا القرار، وأشادت معظم الدول التي اعترفت بالفعل بكوسوفو بالقرار، قائلة إنه " فريد " ولا يشكل سابقة؛ على الرغم من أن العديد من الدول التي لم تعترف بكوسوفو ذكرت أنها لن تفعل ذلك، لأن هذا الاعتراف قد يشكل سابقة لدعم الانفصال في أماكن أخرى.

## خلفية
تم اعتماد إعلان استقلال كوسوفو لعام 2008 في جلسة جمعية كوسوفو في 17 فبراير 2008. هذه هي المرة الثانية التي تعلن فيها المؤسسات السياسية الألبانية في كوسوفو استقلالها، وكان أول إعلان في 7 سبتمبر 1990.
قررت صربيا التماس الاعتراف والدعم الدوليين في محكمة العدل الدولية لموقفها بأن إعلان الاستقلال غير قانوني.
ومن غير الواضح ما إذا كان هذا الإعلان يشكل في الواقع عملا رسميا من أعمال مؤسسات الحكم الذاتي المؤقتة؛ وأخيراً، قضت المحكمة بأن الأمر قد صدر عن «ممثلي شعب كوسوفو» الذين تصرفوا خارج مؤسسات الحكم الذاتي المؤقتة العادية. هذا أمر هام لأن صربيا تحتج بأن مؤسسات الحكم الذاتي المؤقتة في كوسوفو قد تجاوزت السلطات المخولة لها بموجب الإطار الدستوري (الذي أصدرته البعثة). وفي سبتمبر 2012، انتهت الرقابة الدولية وتولت كوسوفو المسؤولية عن حوكمتها.

## ردود الفعل
جاءت ردود الفعل على الحكم من الدول والمنظمات الدولية والجهات الفاعلة من غير الدول. وأثنت كوسوفو على الحكم وقالت إنها تستطيع الآن المضي قدما، والحصول على المزيد من الاعتراف، وربما تصبح عضوا في الاتحاد الأوروبي والأمم المتحدة. كان رد فعل صربيا على الحكم سلبيا، في حين ناقش صناع السياسة الخطوات التالية لصربيا للحفاظ على «سلامتها الإقليمية» في اجتماع طارئ، وتعهدوا بعدم الاعتراف بكوسوفو كدولة مستقلة، على الرغم من دعوات كوسوفو إلى عكس ذلك. وأشادت دول الاتحاد الأوروبي التي اعترفت بكوسوفو بالحكم ودعت إلى إجراء حوار بين كوسوفو وصربيا، كما دعت الدول الأخرى إلى الاعتراف بكوسوفو الآن؛ ذكرت جميع دول الاتحاد الأوروبي الخمس التي لم تعترف بعد بكوسوفو أن القرار كان مجرد نظرة ضيقة على نص الإعلان وأنها لن تغير موقفها. وقالت دول أخرى إنه لن يتغير شيء نتيجة لذلك. وقد أيدت جميع الهيئات فوق الوطنية هذا الحكم إلى حد ما على الأقل، في حين رحبت الجهات الفاعلة من غير الدول بالسوابق التي يجيزها هذا الرأي. وقد تعرض رأي الأغلبية للانتقاد القانوني من جانب بعض المعلقين (والقضاة المعارضين).